# 저수지 게임
《저수지 게임》은 2017년에 개봉한 대한민국의 영화이다.

## 줄거리
탐사보도 전문 ‘악마 기자’ 주진우가 누구나 알지만, 아무도 말 못하는 그분의 ‘검은 돈’을 찾고 있다.
해외를 넘나들며 그 돈과 관련된 연결고리의 실체를 추적해온 집념의 5년. 위험을 감수한 ‘딥쓰로트’의 제보로 드디어 그분의 꼬리 밟기에 성공하는데...
"저 돈을 쫓아가 보면 XX의 돈이 있어" 파도 파도, 까도 까도 끝없는 검은 돈의 연결고리가 밝혀진다!

## 등장인물
- 주진우
- 조미래
- 정재호
- 홍익표
- 이종걸
- 정두언
- 이요섭
- 김우남
- 이지형
- 이명박
- 김의성 딥쓰로트 보이스 액터 역